# Pseudomiza sanguiflua
Pseudomiza sanguiflua là một loài bướm đêm trong họ Geometridae.